# Manik Bagh
Pour les articles homonymes, voir Manik Bandopadhyay.

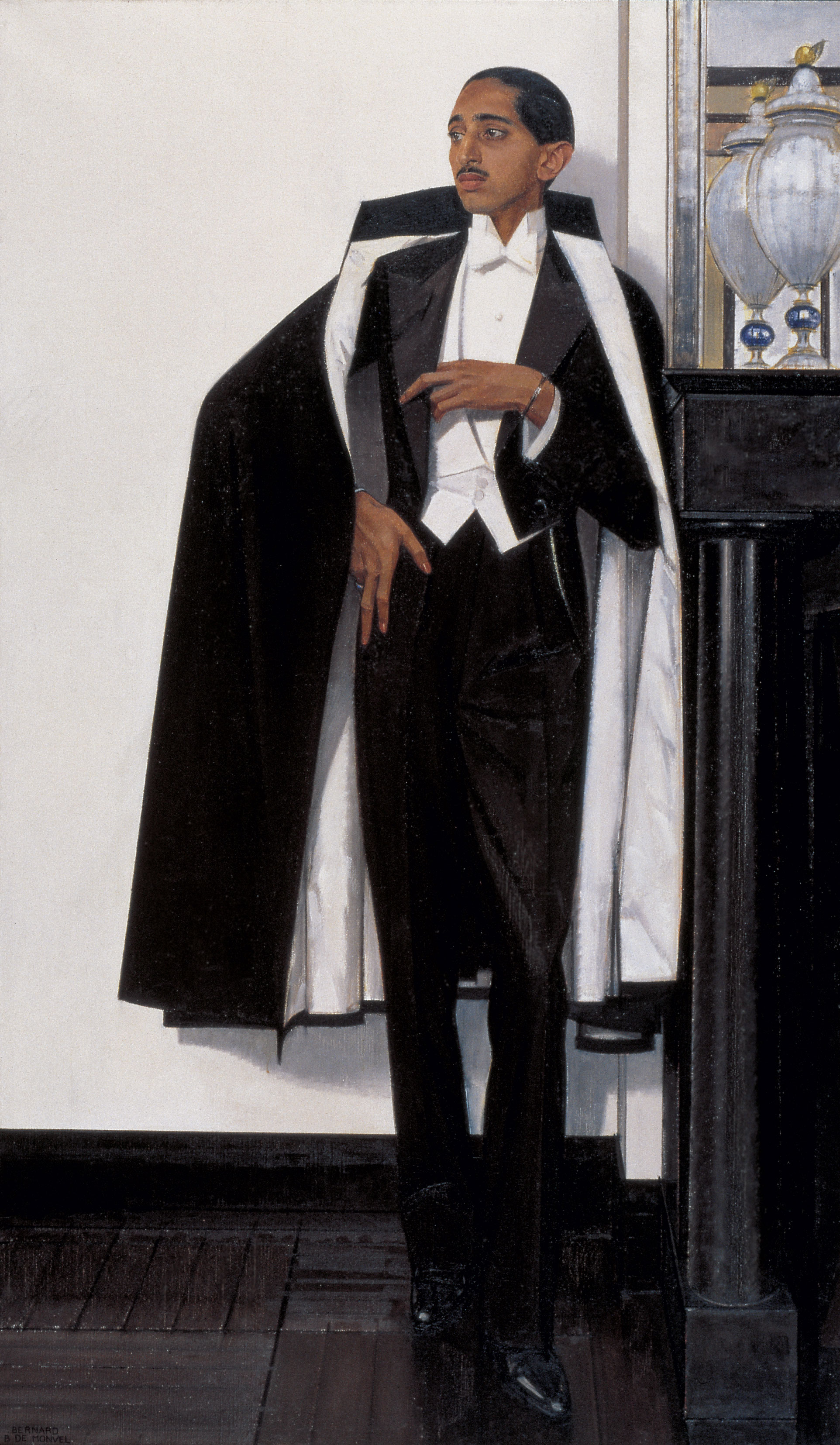
Sa Majesté le Maharadjah d'Indore (1929), huile sur toile, par Bernard Boutet de Monvel.

Manik Bagh est un palais indien construit par Eckart Muthesius dans les années 1930 pour le maharaja Yeshwant Rao Holkar II. Il est situé à Indore dans l'État du Madhya Pradesh.

## Histoire
Le palais est d'un style complètement à l'opposé de celui qu'avait fait construire le père du maharaja, Lal Bagh, un édifice néo-versaillais rococo. De forme en U, Manik Bagh est protégé par des vélums et des vérandas et possède une climatisation réalisée par l'entreprise de la famille de Leni Riefenstahl (afin de pallier la météo caniculaire l'été et sujette aux moussons). Le palais compte un hall d'entrée, des salons de réception, une bibliothèque, une salle de musique, une salle de banquet ou encore un jardin avec un plan d'eau. Les fauteuils, recouverts de vinyle rouge, comportent des cendriers et des luminaires intégrés. L'architecte travaille depuis Berlin, où il expose et photographie ses réalisations, envoyant également leurs photos aux agences de presse afin d'assurer sa publicité
Ami du maharaja, Henri-Pierre Roché réunit pour lui des tapisseries d'Ivan da Silva-Bruhns, des meubles de Charlotte Alix et de Louis Sognot, un service en cristal de Baccarat, de l'argenterie Puiforcat à ses armes, un transat d'Eileen Gray, un lampadaire de Jean Perzel, une chaise longue de Le Corbusier ou encore des paravents de Drian. Dans le jardin, le commanditaire projette un « temple de la méditation », où il fait installer des sculptures-oiseaux de Brancusi.
Le mobilier des années 1930 a été vendu lors d'une vente aux enchères chez Sotheby's en 1980 à Monaco.